# Narzole
Narzole är en ort och kommun i provinsen Cuneo i regionen Piemonte i Italien. Kommunen hade 3 496 invånare (2018).